# Georg Hess (Politiker, 1784)
Georg Ludwig Hess (* 12. März 1784 in Hiltersklingen; † 20. November 1860 in Ober-Hiltersklingen) war ein hessischer Ökonom und liberaler Politiker und Abgeordneter der 2. Kammer der Landstände des Großherzogtums Hessen.
Georg Hess war der Sohn des Kronenwirts und Bäckermeisters Jakob Hess und dessen Ehefrau Elisabetha Margaretha. Hess, der evangelischen Glaubens war, war Ökonom und Müller in Hiltersklingen und heiratete am 31. August 1818 in erster Ehe Anna Barbara. Nach dem Tod seiner ersten Frau heiratete er Anna Maria geborene Hörr (1801–1859). 
Von 1834 bis 1834 gehörte er der Zweiten Kammer der Landstände an. Er wurde für den Wahlbezirk Starkenburg 7/Heppenheim-Fürth gewählt. 1812 bis 1860 war er Schultheiß von Hiltersklingen.